# Isabelle Härle
Isabelle Franziska Härle (Bad Saulgau, 10 de enero de 1988) es una deportista alemana que compitió en natación, en la modalidad de aguas abiertas.
Ganó tres medallas en el Campeonato Mundial de Natación entre los años 2011 y 2015, y dos medallas en el Campeonato Europeo de Natación de 2014.
Participó en los Juegos Olímpicos de Río de Janeiro 2016, ocupando el sexto lugar en la prueba de 10 km.

## Palmarés internacional
| Campeonato Mundial | Campeonato Mundial | Campeonato Mundial | Campeonato Mundial |
| Año                | Lugar              | Medalla            | Prueba             |
| ------------------ | ------------------ | ------------------ | ------------------ |
| 2011               | Shanghái (China)   | Medalla de bronce  | Equipo mixto       |
| 2013               | Barcelona (España) | Medalla de oro     | Equipo mixto       |
| 2015               | Kazán (Rusia)      | Medalla de oro     | Equipo mixto       |
| Campeonato Europeo |                    |                    |                    |
| Año                | Lugar              | Medalla            | Prueba             |
| 2014               | Berlín (Alemania)  | Medalla de oro     | 5 km               |
| 2014               | Berlín (Alemania)  | Medalla de bronce  | Equipo mixto       |